# (72679) 2001 FF61
(72679) 2001 FF61 – planetoida z pasa głównego asteroid okrążająca Słońce w ciągu 4,32 lat w średniej odległości 2,65 j.a. Odkryta 19 marca 2001 roku.